# Ludvík III. Mladší
Ludvík III. Mladší (835 – 20. leden 882) byl východofranský král, druhý syn Ludvíka II. Němce.
Od roku 848 se účastnil otcových tažení proti Slovanům. Při dělení říše po smrti svého otce (876) získal Franky, Durynsko a Sasko (saský král), v letech 880 zdědil území po svém starším batru Karlomanovi (bavorský král) s výjimkou území Arnulfa Korutanského. Po jeho smrti vládl na celém východofranském území Karel III. Tlustý.
Jako literární postava vystupuje Ludvík III. ve starofrancouzském eposu Le roi Louis (Král Ludvík) ze 14. století, řazený mezi chansons de geste. Z písně je zachován pouze zlomek o jeho vítězství nad Normany roku 881 v bitvě u Sanscourte.